# Arne Bækkevold (född 1939)
Arne Einar Bækkevold, född 29 september 1939 i Djursholm, är en svensk jurist.
Bækkevold blev jur.kand. vid Stockholms universitet 1966, gjorde tingstjänstgöring 1966–1969 och tjänstgjorde därefter i Kammarrätten i Stockholm 1969–1972. Han blev sakkunnig i Finansdepartementet 1972 och utnämndes till departementsråd 1981. Han var avdelningsordförande i Allmänna reklamationsnämnden 1986–1989. Arne Bækkevold utnämndes 1988 till regeringsråd. Från 1989 var han redaktör för Svensk skattetidning.
Hans föräldrar var skattedirektören Arne Bækkevold och Ragna, född Bergelmer.